# Фрегаты типа «Кэптен»
Фрегаты типа «Кептан» — первоначально фрегаты создавались для поставок в Англию по ленд-лизу, но вскоре США стали строить такие же корабли (но отнесли их к эскортным миноносцам) и для себя (всего построено несколько сотен единиц). Получили имена морских офицеров Британского флота времён наполеоновских войн.

## История строительства

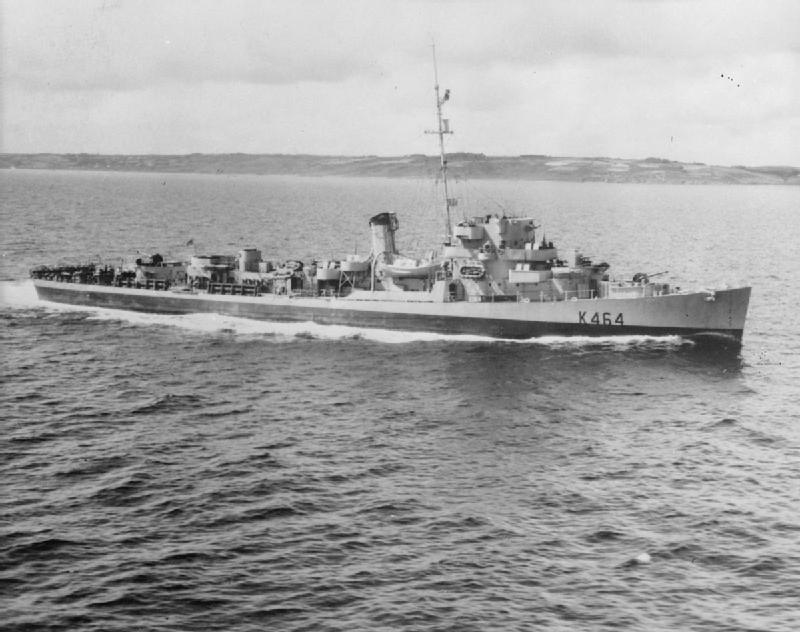
HMS Balfour 11 августа 1944

Помимо проекта фрегата американцами был подготовлен свой вариант эскортного миноносца: водоизмещение: 1140 дл. т, длина: 85,3 м, скорость: 24 узла, мощность: 12 000 л. с., вооружение: 2 × 1 102-мм/50 неуниверсальных или 127-мм/38 (какие есть в наличии) орудий, 1 × 4 40-мм автомата «бофорс» и 2 × 1 20-мм «эрликона», 1 × 3 ТА, генеральный совет проект одобрил, однако он реализован так и не был — в мае 1941 г. эту программу отменили. 127-мм установок не хватало, даже для эсминцев.
Британская закупочная комиссия заинтересовалась проектом и направила запрос на постройку 100 кораблей оговорив замену неуниверсальных пушек на три 76,2-мм зенитки и установку двойных рулей. На ранних стадиях проектирования предполагалось создать проект ЭМ близкий типу «Hunt», однако от этой идеи отказались из-за загруженности военными заказами и нехватку дизелей и взяли за основу взяли проект близкий по ТТХ к фрегатам типа «Ривер». Президент Рузвельт утвердил план постройки 50 кораблей BDE (британские эскортные миноносцы). Предложение строительства таких кораблей для флота США было отвергнуто. Англичане предлагали вооружить фрегаты спаренной установкой «бофорс» и пятью «эрликонами». Но «бофорсы» ставились в первую очередь на авианосцы и линкоры и часть фрегатов получили уже британские «бофорсы». Из 50 кораблей первой серии британцам передали лишь шесть, остальные вошли в состав американского флота. Корабли попавшие в американский флот были отнесены к эскортным миноносцам, хотя ни по артиллерийскому вооружению, ни по скорости не соответствовали требованиям этого класса.
Поскольку корабли получили половинную (по сравнению с проектом эскортного миноносца) — дизель-электрическую установку мощностью 6000 л. с. (4 дизель-генератора по 1500 л. с., четыре электромотора) и 76-мм орудия (вместо 102-127-мм), обладали скоростью 19,5 узлов, то были отнесены британцами к фрегатам и вошли в состав Британского флота как фрегаты типа «Кептен». Всего заказано 105 единиц. Получили имена морских офицеров времен наполеоновских войн.

## Конструкция

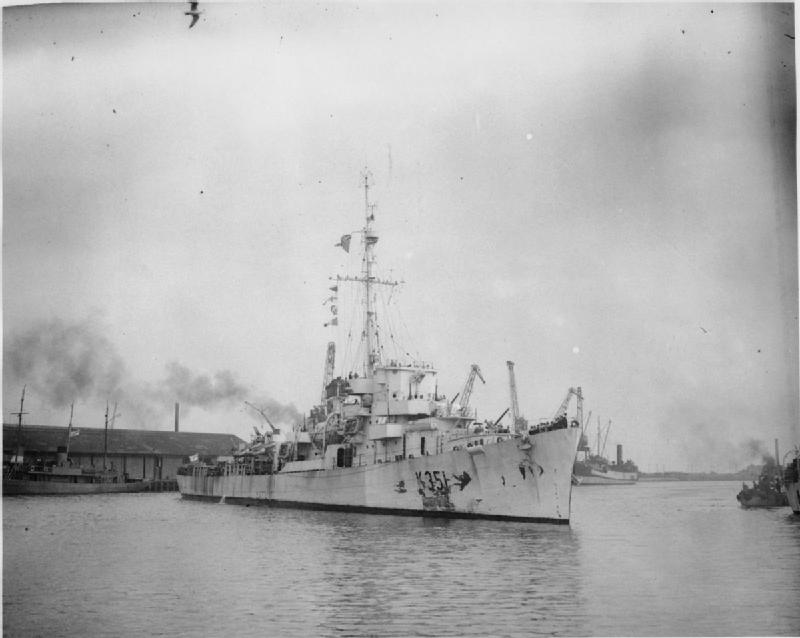
HMS Duckworth 1 апреля 1945 года

Гладкопалубные, с большой седловатостью корпуса, цельносварные, с двумя рулями.
Водоизмещение стандартное 1150 т, полное 1450 т. Длина наибольшая 88,2 м, ширина 10,7 м, осадка 3,1 м. Мощность двухвальной установки 4 диз.генератора и 2 эл. мотора, 6000 л. с., проектная скорость 19,5 узлов. Дальность плавания экономическим предполагалась 5000 миль ходом 15 узлов.
По спецификации имели 1×3 533-мм ТА, но в Англии он снимался сразу после приёмки, а фрегаты поставки 1944 года им вообще не комплектовались. В отличие от фрегатов типа «Такома» строились по нормам военного судостроения.

### Вооружение
Три артиллерийских 76-мм зенитных орудия по сравнению с четырьмя или шестью 102-мм универсальными пушками «Хантов» выглядели не серьёзно. Два из них располагались линейно-возвышенно в носу, одно в корме. Дальность огня достигала 12 км, скорострельность 15 выстрелов в минуту. Масса снаряда 5,9 кг, максимальный угол возвышения 85°. Максимальная досягаемость по высоте 9300 м. Эффективная досягаемость по высоте 7300 м. Для управления огнём использовался директор Мк 51.

#### Зенитное вооружение
У большинства «Кептанов» было столько же ближнего зенитного вооружения, как у «Риверов» — десять 20 мм «эликонов». На двенадцати фрегатах британцы заменили два «эрликона» на спаренный «бофорс». 20-мм автоматы представляли собой лицензионные орудия Швейцарской фирмы «Эрликон». Длина ствола — 70 калибров, вертикальная досягаемость — 3,0 км (эффективная — 0,91 км). Скорострельность — 220 выстрелов в минуту (темп стрельбы — 450 выс./мин.), масса снаряда 0,123 кг. Устанавливались в одинарных установках Мк 10.

#### Противолодочное вооружение
Основным оружием фрегатов считалось противолодочное. Для борьбы с субмаринами все фрегаты имели
один реактивный бомбомёт «Хеджхог», четыре бомбомёта и два бомбосбрасывателя, 100 глубинных бомб.

### Энергетическая установка
Четыре 16-цилиндровых высокооборотных дизельных двигателя модели 278A производства General Motors мощностью по 1500 л. с. (1110 кВт) работавших на электрогенераторы, которые в свою очередь обеспечивали постоянным током 415 V гребные электродвигатели.
Четыре гребных электродвигателя General Electric мощностью по 1100 кВт.
Последние установленные тандемом, вращали два гребных винта. Проектная скорость: 19,5 узла при полном водоизмещении 1430 дл. тонн.
Запас топлива 131—191 тонна соляры.
Дальность плавания: 4150 морских миль на 12 узлах.

## Служба
В ходе эксплуатации первых кораблей выявилась их чрезмерная остойчивость, ведущая к порывистой качке, от которой сильно страдал экипаж. Британцы с этим недостатком справились достаточно просто — на верхней палубе разместили дополнительный запас ГБ (160 вместо 100), что сделало качку гораздо плавней.
Потоплены:
- «Gould»[англ.] — в Атлантике 1 марта 1944 герм. ПЛ U-358;
- «Lawford»[англ.] — у побережья Нормандии 8 июня 1944 герм, авиацией;
- «Blackwood» — в Ла-Манше 15 июня 1944 германской подводной лодкой U-764;
- «Capel»— у Шербура 26 декабря 1944 германской подводной лодкой U-486;
- «Bickerton» — в Баренцевом море 22 августа 1944 германской подводной лодкой U-354;
- «Goodall» — в Баренцевом море 29 апреля 1945 германской подводной лодкой U-968;
- «Bullen» — сев.-зап. Шотландии 6 декабря 1944 германской подводной лодкой U-775.

Повреждены и не восстанавливались:
- «Halsted»[англ.] — 10.6.1944 торпедой с германского миноносца «Jaguar» или «Mowe»;
- «Goodson» — 25.6.1944 германской подводной лодкой U-984;
- «Trollope» — 6.7.1944 торпедой германского ТКА;
- «Whittaker» — германской подводной лодкой U-783 1.11.1944;
- «Duff» — на мине 30.11.1944;
- «Dakins» — на мине 25.12.1944;
- «Affleck» — германской подводной лодкой U-486 27.12.1944;
- «Manners» — германской подводной лодкой U-1172 26.1.1945;
- «Ekins» — на мине 16.4.1945